# 第17回天皇杯全日本サッカー選手権大会
この項目では1937年6月12日および13日に明治神宮競技場において開催された全日本蹴球選手権大會（ぜんにほんそうごうしゅうきゅうせんしゅけんたいかい）について記載する。なお、本大会は天皇杯全日本サッカー選手権大会の第17回大会に当たる。

## 概要
前回優勝の慶應BRBは、関東予選の1回戦で東京帝大LBに6-2で敗れた。この予選に臨んだBRBは新人を軸としてOBを3人加えただけのチームであり、現役学生で構成されたほうのチームは予選決勝で早大WMWに4-1で勝利して、本大会出場権を得た。
本大会には4チームが参加。九州代表の熊本クラブは出場権を獲得しながらも棄権。試合はすべて明治神宮競技場で行われた。
1回戦の神戸商業大学対全普成は、前回準優勝（普成専門として）の全普成が終始優勢にゲームを進めながら、神商大が数少ない得点機を活かして、2点を先制して逃げ切った。大会後の『蹴球』に掲載された小長谷亮策によるマッチレポートでは、神商大による番狂わせを“奇跡”と表現している。1回戦もうひとつの試合、慶大対大阪クラブは慶大が前後半にそれぞれ3点ずつ挙げて圧勝した。大阪クラブは明星商業学校サッカー部OBが中心となり組織されたチームだった。
決勝の慶大対神商大は、慶大が前半だけで3点（前半11分 猪俣、31分 二宮、34分 二宮＝PK）を奪い、試合を決めた。後半15分ごろからは神商大も好機を作り出したが、得点には結びつかなかった。

## 出場チーム
- 慶應義塾大学（関東、8年ぶり2回目）
- 大阪クラブ（関西、15年ぶり2回目）
- 神戸商業大学[注 1]（関西、14年ぶり2回目）
- 全普成（朝鮮、初出場）

## 結果
|  | 準決勝                             | 準決勝       |                                    |  | 決勝 | 決勝 |
|  |                                    |              |                                    |  |      |      |
|  | 1937年6月12日、14:00（主審：竹内） |              |                                    |  |      |      |
|  | 神戸商業大学                       | 2            |                                    |  |      |      |
|  | 全普成                             | 1            |                                    |  |      |      |
|  |                                    |              | 1937年6月13日、14:30（主審：野村） |  |      |      |
|  | 神戸商業大学                       | 0            |                                    |  |      |      |
|  |                                    | 慶應義塾大学 | 3                                  |  |      |      |
|  | 1937年6月12日（主審：高山）        |              |                                    |  |      |      |
|  | 慶應義塾大学                       | 6            |                                    |  |      |      |
|  | 大阪クラブ                         | 0            |                                    |  |      |      |

## 決勝戦メンバー
| 慶應義塾大学 |  |            |
|              |  |            |
| GK           |  | 津田幸男   |
| RF           |  | 加藤嗣夫   |
| LF           |  | 宮川光之   |
| RH           |  | 篠崎三郎   |
| CH           |  | 石川洋平   |
| LH           |  | 松元一見   |
| RWF          |  | 笠原隆     |
| RIF          |  | 増田正純   |
| CF           |  | 二宮洋一   |
| LIF          |  | 播磨幸太郎 |
| LWF          |  | 猪俣一穂   |

| 神戸商業大学 |  |      |
|              |  |      |
| GK           |  | 青柳 |
| RF           |  | 吉江 |
| LF           |  | 尾崎 |
| RH           |  | 今村 |
| CH           |  | 木下 |
| LH           |  | 高橋 |
| RWF          |  | 神田 |
| RIF          |  | 磯野 |
| CF           |  | 丸谷 |
| LIF          |  | 前川 |
| LWF          |  | 松本 |